# Mustafa Adrisi
Mustafa Adrisi Abataki (* ca. 1922 in Yumbe, Uganda; † 28. Juli 2013 in Kampala) war ein ugandischer Politiker und Militäroffizier, der zwischen 1977 und 1979 Vizepräsident Ugandas war. Er ist als einer der engsten Mitarbeiter von Diktator Idi Amin bekannt.
Als im Uganda-Tansania Krieg die gegnerischen Streitkräfte bereits wichtige Städte besetzten, floh Adrisi in den Sudan. Jedoch gab er den Posten als Vizepräsident nicht ab und behauptete weiterhin, dass er Teil der Regierung sei.

## Biographie

### Herkunft und Jugend
Mustafa Adrisi wurde in Yumbe, Uganda geboren und gehörte zum Picara-Clan der ethnischen Gruppe der Aringa. Er besuchte die Lodonga Demonstration Primary School in Lodonga, die er jedoch abbrach. Er heiratete im Laufe seines Lebens 8 Frauen, mit denen er mehrere Kinder zeugte und praktizierte Polygamie.

### Militärlaufbahn
Die ersten Erfahrungen im Militär hatte er, als er 1951 wurde in die King’s African Rifles eingezogen wurde, von denen er in Nanyuki in der Kolonie Kenia ausgebildet wurde. Nach einem Jahr bekam er den Dienstgrad Lance Corporal. Er nahm an der Unterdrückung der Mau-Mau-Rebellion in Kenia teil und ließ sich zum Unteroffizier ausbilden.
In Entebbe, Uganda studierte er in der Polizeischule und wurde dadurch zum Leutnant befördert. Am 1. Januar 1967 bekamen er und ein anderer Leutnant das Kommando über die zuvor von der Regierung gegründete Militärpolizei. Nachdem er eine Ausbildung durch Israelis erhalten hatte, wurde er zum Hauptmann befördert.
Als 1971 Idi Amin einen Staatsstreich startete, wurde Adrisi zum Oberstleutnant befördert. Er war ein enger Verbündeter Amins, sein Onkel und Schwager war.
Er wurde 1973 Stabschef der ugandischen Armee. 1975 wurde Adrisi zum General und Befehlshaber der Armee befördert und letztendlich zum Verteidigungsminister. Sein korruptes Verhalten  als Verteidigungsminister brachte ihm den Namen „Mr. Foreign Exchange“ ein da er Regierungsgelder veruntreute.

### Vizepräsident von Uganda
Im Januar 1977 wurde Adrisi von Amin zum dritten Vizepräsidenten Ugandas ernannt, nachdem Amin sechs Jahre lang ohne einen Vizepräsidenten die alleinige Macht in der Regierung hatte. Nach der seiner Beförderung lehnte Adrisi es ab seinen Posten als Verteidigungsminister abzugeben.
In diesem Jahr entwickelte sich eine Spaltung in der ugandischen Armee zwischen Anhängern von Amin und Soldaten, die Adrisi zu unterstützen bereit waren.
Obwohl er zu Beginn seiner Karriere im Militär Zivilisten bedrohte, wurde Adrisi von Teilen der Armee und der allgemeinen Bevölkerung zunehmend als Befürworter einer Rückkehr zu Recht und Ordnung angesehen, da er mehrere Häftlinge freigelassen hatte und außergerichtliche Tötungen öffentlich durchführen ließ.
Laut dem Journalisten George Ivan Smith, war Adrisi 1977 auch an einer „Säuberung“ in den afrikanischen Ethnien Langi und Acholi beteiligt, bei der eine große Anzahl von Zivilisten in Norduganda ermordet wurden. Im selben Jahr erhielt er auch den Posten des Innenministers.
Am Morgen des 19. April 1978, als Adrisi auf dem Wegen zu einer Polizeistation in Jinja kam es zu einem Verkehrsunfall. Ein Wagen kollidierte von vorne mit seinem Fahrzeug und verursachte eine weitere Kollision mit seinem Begleitfahrzeug das in das Heck seines Fahrzeugs fuhr. Das resultierte in einer Schießerei zwischen Adrisis Leibwächtern und dem Sicherheitspersonal im Begleitfahrzeug, bei der mehrere Menschen getötet wurden. Adrisi wurde dann zur Behandlung von Kopfverletzungen und mehreren Frakturen in seinem Bein nach Kairo geflogen. Noch während seiner Behandlung verkündigte Amin am 8. Mai, dass er ihn seiner Positionen als Verteidigungsminister und Innenminister enthebe, da er ohne sein Wissen hochrangige Gefängnisbeamte in den Ruhestand versetzt habe. Anschließend degradierte oder entließ Amin auch zahlreiche Regierungsbeamte die als Unterstützer Adrisis bekannt waren. Infolge des Vorfalls wuchsen die Unruhen im Militär, da viele von Adrisis Anhängern glaubten, dass der Autounfall ein gescheiterter Attentat gewesen sei, das von Amin inszeniert wurde. Adrisi selbst beschuldigte Amin nie, hinter dem Unfall zu stehen. Nach etwa einem Monat kehrte Adrisi nach Uganda zurück und übernahm seinen Posten als Vizepräsident.
1979 fielen tansanische Streitkräfte und die Uganda National Liberation Front in Uganda ein und besetzten das Land. Als sie die Stadt Koboko besetzten, floh Adrisi mit über 2.000 Rindern nach Kaya in Sudan. Während seiner Zeit im Exil im Sudan behauptete Adrisi immer noch, Vizepräsident von Uganda zu sein.

### Späteres Leben
1980 gründeten Adrisi, Moses Ali und mehrere andere Militäroffiziere aus Amins Regime die Uganda National Rescue Front (UNRF), eine Rebellengruppe, die die Kontrolle über Uganda wiedererobern wollte. Im folgenden Jahr begann Ali, Uganda anzugreifen, und die ugandische Regierung forderte die sudanesischen Behörden auf, die Aktivitäten von Adrisi und seinen Kollegen zu unterbinden. Sie wurden von der sudanesischen Polizei verhaftet jedoch 3 Wochen später wieder entlassen.
Als Yoweri Museveni die Präsidentschaft übernahm, wurde  Adrisi die Einreise nach Uganda erlaubt. Er bekam anschließend ein staatliches Haus und eine Kommission untersuchte mögliche Menschenrechtsverletzungen unter seiner Regierung. Nachdem er gegen seine ehemaligen Kollegen aussagte kam die Kommission auf den Schluss, dass Adrisi in keine Verbrechen verwickelt gewesen war.
Nachdem er 2008 erkrankte, flog die ugandische Regierung Adrisi ins Mulago-Krankenhaus in Kampala. Er fiel kurzzeitig ins Koma, erholte sich dann aber und wurde aus dem Krankenhaus entlassen. Seitdem wurde seine Gesundheit von Ärzten überwacht. Jedoch starb er am 28. Juli 2013 im Mulago-Krankenhaus an den Folgen eines gebrochenen Beins, Diabetes und Bluthochdruck. Er wurde am 1. August mit einem Staatsbegräbnis in Keri beigesetzt.